# 북방함대
북방함대(北方艦隊, Северный флот)는 소련과 러시아 함대이다. 북방함대는 바렌츠해와 노르웨이해를 근거지로 하여 북극해와 대서양에 접근한다. 본부는 무르만스크 근교의 항구도시 세베로모르스크에 있으며, 다음가는 근거지는 콜라만의 여러 지점들이다.

## 역사
러시아 제국이 제 1차 세계대전 중인 1916년, 바렌츠해를 지키기 위해 창설한 북극해 소함대(Флотилия Северного Ледовитого океана)가 있었다. 10월 혁명 후 1920년, 볼셰비키는 아르항겔스크를 근거지로 백해 소함대(Беломорская флотилия)를 만들었고, 이후 북해함대로 바뀌었다가 1923년 소멸했다. 오늘날 북방함대의 기원은 1933년 창립된 북방 소함대이며, 1937년에 함대로 승격되었다.
소련 시대에 이중으로 적기훈장을 수여받았다.

## 부대
- 제61해군보병여단
- 제516통신소
- 제168독립전자전센터
- 420스페츠나츠정찰센터

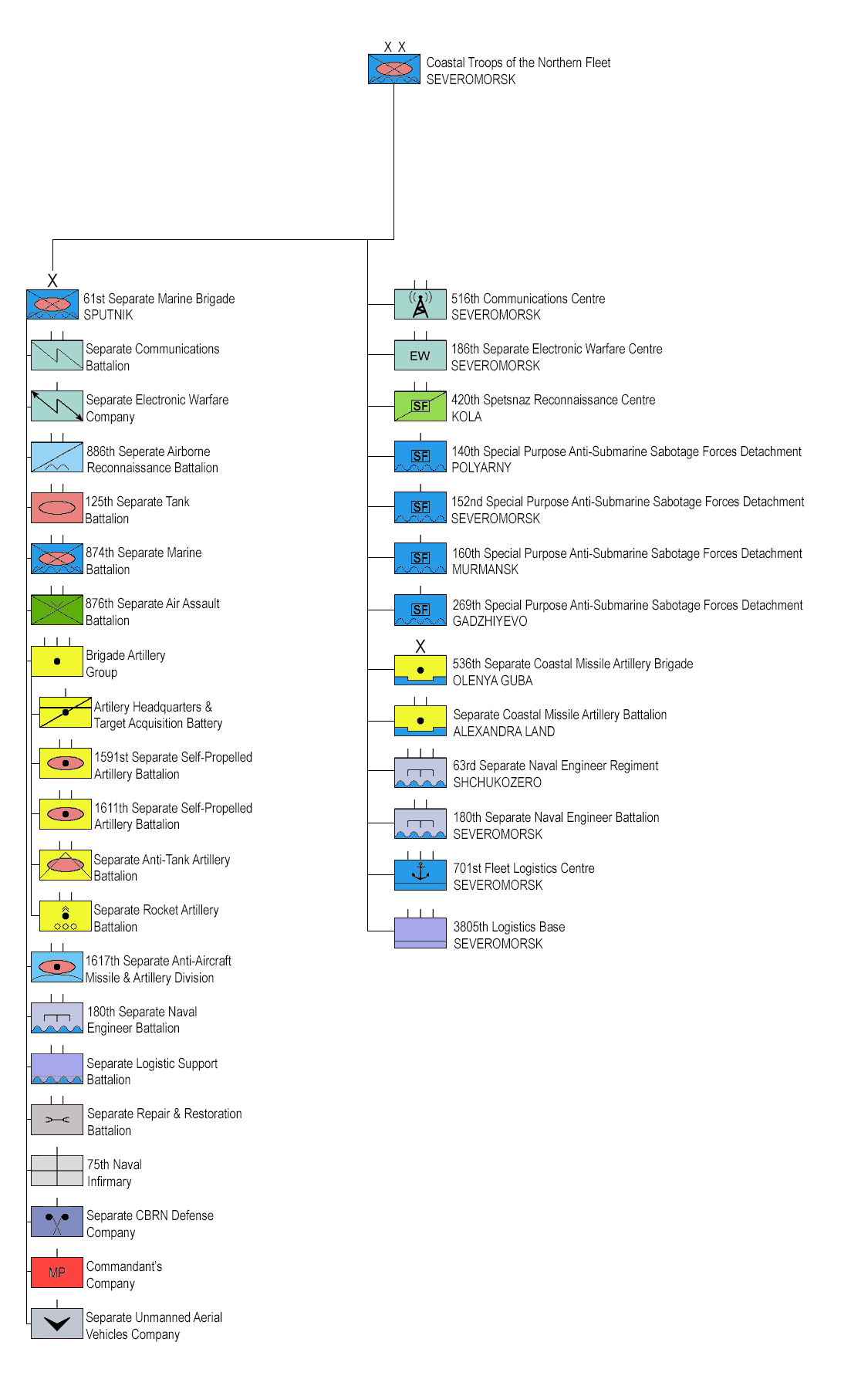
북방함대 소속 해군보병대/해안군의 구조

- (프로그맨) ~특수목적대잠공작전력분견대
  - 제140특수목적대잠공작전력분견대
  - 제152
  - 제160
  - 제269
- 제536독립해안미사일포병여단
- 독립해안미사일포병대대
- 제63독립해군보병연대
- 제180독립해군보병대대
- 제701함대군수센터
- 제3805군수기지

## 사진첩

상징물
소형문장
중형문장
대형문장
인식표
원형 비장
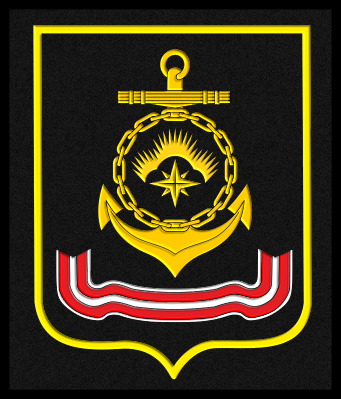
사각형 인식표

## 같이 보기
- 포세이돈 드론